# خورخي بوراس
خورخي بوراس (بالإسبانية: Jorge Porras)‏ هو لاعب كرة قدم كولومبي، ولد في 25 ديسمبر 1959 في ميديلين في كولومبيا. شارك مع منتخب كولومبيا لكرة القدم. أما مع النوادي، فقد لعب مع أمريكا دي كالي.

## وصلات خارجية
- خورخي بوراس على موقع الاتحاد الدولي (مؤرشف)  (الإنجليزية)
- خورخي بوراس على موقع قاعدة بيانات كرة القدم.إي يو (الإنجليزية)
- خورخي بوراس على موقع ناشيونال فوتبول تيمز (الإنجليزية)
- خورخي بوراس على موقع أوليمبيديا (الإنجليزية)